# Funicularul Hakone Tozan
Funicularul Hakone Tozan (箱根登山ケーブルカー Hakone Tozan Kēburukā?), oficial Cablul (鋼索線 Kōsaku-sen?), este un funicular din orașul Hakone, Prefectura Kanagawa, Japonia. Acesta este operat de către Hakone Tozan Railway (箱根登山鉄道 Hakone Tozan Tetsudō). Această companie aparține grupului Odakyū, care deține și linia de cale ferată montană Hakone Tozan.

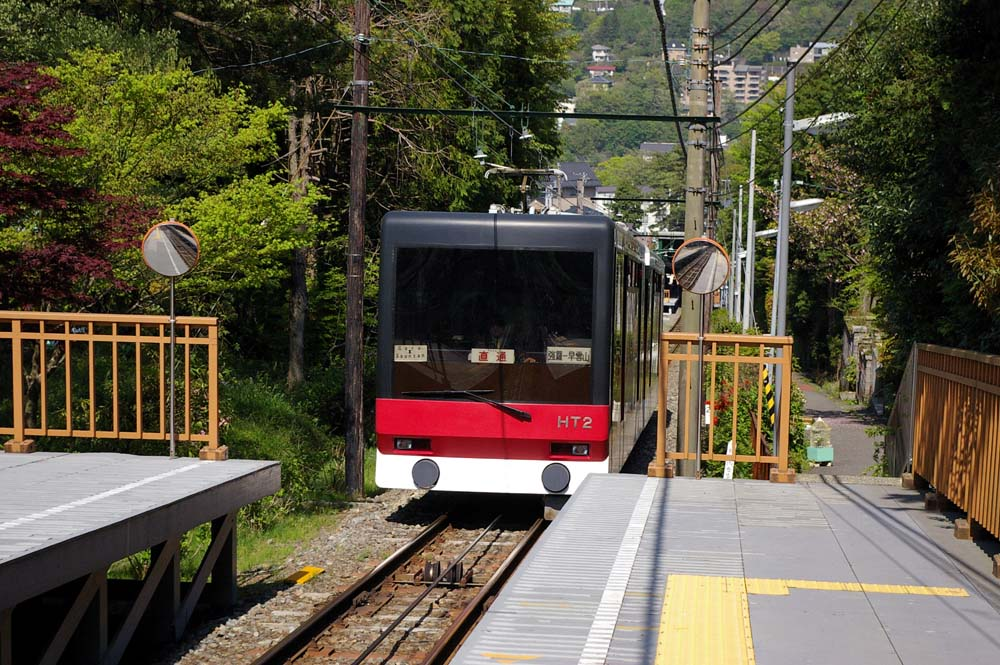
Funicularul Hakone Tozan

Funicularul leagă Gōra, capătul superior al liniei Hakone Tozan, cu Sōunzan, care se află cu 214 metri mai sus. La Sōunzan, există o legătură cu funitelul Hakone, care duce prin Ōwakudani până la Tōgendai pe Lacul Ashi. Deschisă în 1922, linia a fost reconstruită în anul 1995, când au fost înlocuite vagoanele.

## Statistici
Linia are următoarele caracteristici tehnice:
- Lungime: 1.200 de metri
- Înălțime: 214 metri
- Panta maximă: 20%
- Ecartament: 983mm
- Vagoane: 2
- Capacitate: 250 de pasageri pe vagon
- Configuratie: Cale unică cu buclă de trecere
- Timpul de călătorie: 9 minute
- Tracțiune: energie electrică

## Stații
| Nr.  | Stația     | Japoneză | Distanța (km) | Altitudine (m) | Transferuri        |
| ---- | ---------- | -------- | ------------- | -------------- | ------------------ |
| OH57 | Gōra       | 強羅     | 0             | 553            | Linia Hakone Tozan |
| OH58 | Kōen-Shimo | 公園下   | 0,24          | 587            |                    |
| OH59 | Kōen-Kami  | 公園上   | 0,48          | 624            |                    |
| OH60 | Naka-Gōra  | 中強羅   | 0,72          | 668            |                    |
| OH61 | Kami-Gōra  | 上強羅   | 0,96          | 717            |                    |
| OH62 | Sōunzan    | 早雲山   | 1,2           | 761            | Funitelul Hakone   |